# Arnsburg (Seega)
Die Arnsburg, auch Arensburg genannt, ist die Ruine einer Höhenburg auf 293 m ü. NN etwa 1,5 Kilometer südwestlich des Ortes Seega im Kyffhäuserkreis in Thüringen. Sie befindet sich auf einem Hang über dem Durchbruchstal der Wipper. Unklar ist, ob sich der Name der Burg von Adlerburg ableitet.

## Geschichte
Die Burg wird urkundlich erstmals im Jahre 1116 in den Pegauer Annalen im Zusammenhang mit den Auseinandersetzungen zwischen Heinrich V. und den sächsischen Fürsten vermutlich als Reichsburg erwähnt, als sich Heinrich von Meißen auf der Burg in Sicherheit bringen wollte. Möglicherweise wurde sie im Jahr 1118 zusammen mit der nahen Reichsburg Kyffhausen zum ersten Mal zerstört.
Zu einem unbekannten Zeitpunkt scheint die Burg in den Besitz der Landgrafen von Thüringen gekommen zu sein, denn 1229 wird ein Ministeriale Ulrich von Arnsburg erwähnt. In den Jahren 1278 und 1289 wurden diese Ministeriale als Burggrafen bezeichnet.
Ende des 13. Jahrhunderts drängen die Grafen von Hohnstein in dieses Gebiet vor. 1293 werden sie von Albrecht II. mit der Burg belehnt. 1356 kommt die Burg an die Grafen von Schwarzburg. 1433 überließen sie die Anwartschaft auf die Arnsburg den Grafen zu Stolberg für den Fall ihres Aussterbens. Die Grafen von Schwarzburg verpfänden die Burg 1498 an die Herren von Vippach. Sie scheint zu diesem Zeitpunkt bereits stark verfallen gewesen zu sein. Die endgültige Zerstörung erfolgte 1525 im Bauernkrieg, sie wurde aber dennoch bis ins Jahr 1547 bewohnt. Seit 1599 wurde die Burg nicht mehr erwähnt.
Die im Jahre 1478 erstmals urkundlich erwähnte Papiermühle unterhalb der Burganlage an der Wipper diente als Getreide- und Sägemühle.
Das Amt Arnsburg ist nach der Burg benannt.

## Baubeschreibung
Die 60 × 25 Meter große Burganlage befindet sich am Südhang des Schlossberges auf einem nach Südsüdosten gerichteten Ausläufer des Berges über dem Tal der Wipper. Von der vergleichsweise kleinen Anlage existieren noch Reste verschiedener Baulichkeiten.
Zur bis zum 353,7 m ü. NN hohen Gipfelpunkt ansteigenden Angriffsseite im Norden ist der Burgstelle ein Halsgraben sowie ein zusätzlicher Graben mit Wall als Annäherungshindernis vorgelegt. Die restlichen, steil abfallenden Seiten waren ebenfalls durch einen Ringgraben mit Außenwall gesichert. Die höchste Stelle im Burgbereich nahm ein runder Bergfried ein, der im Norden über dem Halsgraben stand. Von ihm hat sich nur ein heute verschütteter Stumpf erhalten, sein Durchmesser betrug etwa zehn Meter. Dieser Turm zählt zu den ältesten Gebäuden der Burg und wird auf die zweite Hälfte des 12. Jahrhunderts datiert. Zwischen dem Bergfried und dem Halsgraben zog sich zusätzlich noch die Ringmauer entlang, ihre Reste sind noch bis zu zwei Meter hoch erhalten. Die Burganlage bildet in ihren Zentrum einen von Gebäuden umschlossenen Innenhof, von diesen Gebäuden haben sich allerdings nur wenige Reste erhalten. Am prägnantesten sind die drei (ursprünglich vier) parallel zur Ringmauer verlaufenden spitzbogigen Arkaden des Ostflügels der Anlage. Da diese Arkaden denjenigen des Palas der Burg Straußberg stark ähneln, werden sie den Grafen von Schwarzburg zugerechnet, unter denen sie Ende des 14. Jahrhunderts entstanden. Die Südseite der Burganlage bildet das Hauptwohngebäude, das über einen restaurierten 6 × 13 Meter großen, tonnengewölbten Keller steht. Dieser war durch einen überwölbten Gang aus den Hof zugänglich, daneben ist noch ein weiterer spitzbogiger Zugang zu einem Nebenkeller sichtbar, der aber heute fast völlig verschüttet ist. Der Zugang zur Burg erfolgte möglicherweise von Osten her auf Höhe des Ostflügels. Außerhalb dieses Gebäudes hat sich am Außenwall des Ringgrabens ein Mauerrest erhalten, der als Zugbrückenwiderlager gedient haben könnte.
Etwa 400 Meter nordnordwestlich der Arnsburg befindet sich am Gipfel des Schlossberges eine weitere Befestigungsanlage, möglicherweise könnte es sich hierbei um die im Jahr 1505 genannte Altenburg handeln. Bei dieser Befestigung könnte es sich um die ursprüngliche Stelle der 1116 genannten Arnsburg gehandelt haben, die nach ihrer Zerstörung weiter südlich wieder aufgebaut wurde. Eine weitere Befestigung liegt auf dem gegenüberliegenden Wipperufer, die Schwedenschanze auf dem Konstein. Diese wird der ausgehenden Bronzezeit sowie der Eisenzeit zugerechnet, könnte aber auch im Mittelalter begangen worden sein.

## Ansichten

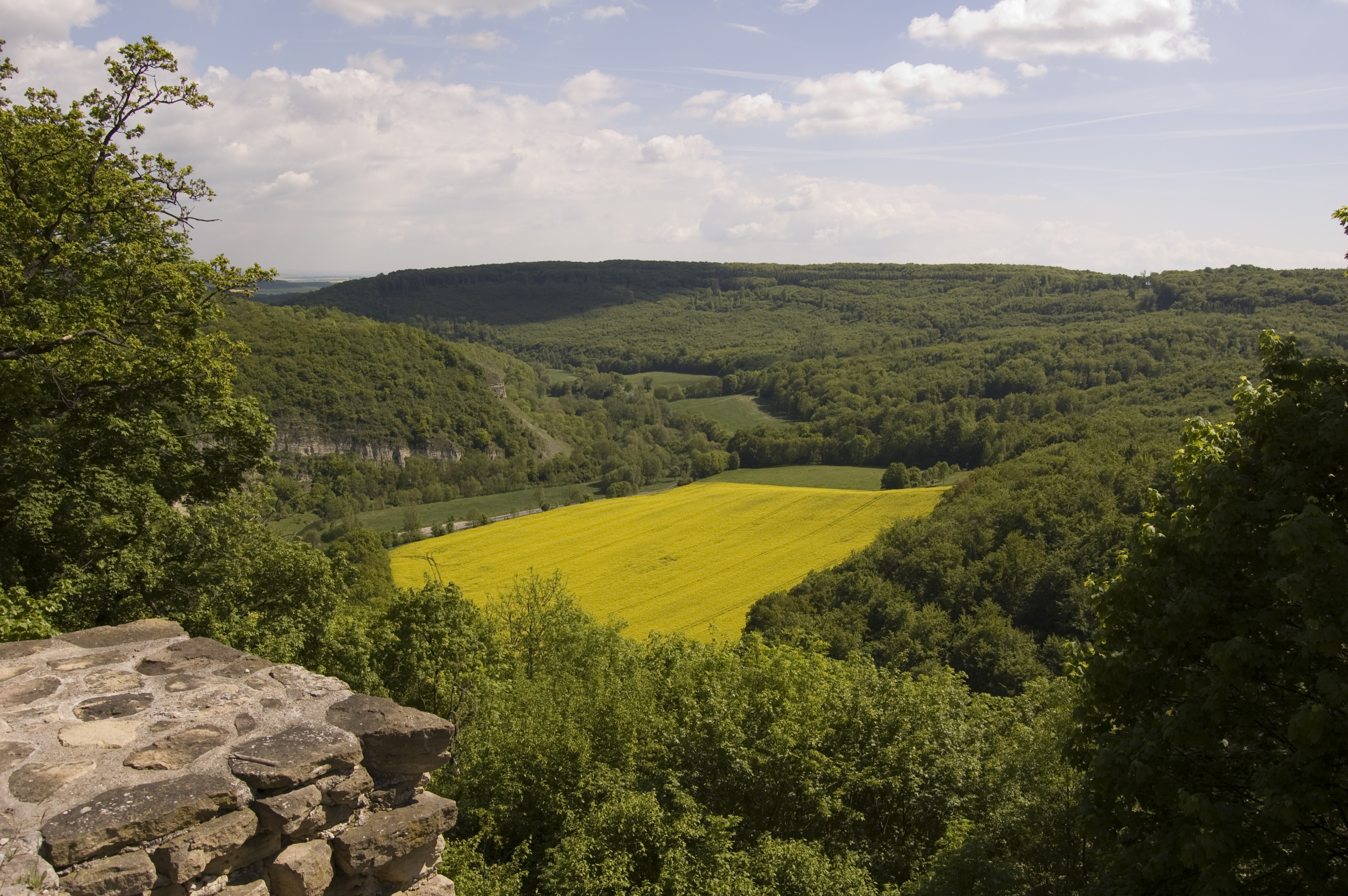
Blick in das Wippertal
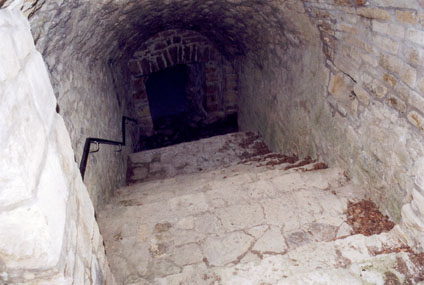
Rekonstruiertes Gewölbe zu Keller unter dem Hauptwohnbau (2005)